# Vodnjan
Vodnjan (italienisch Dignano) ist eine Stadt am Westufer der Gespanschaft Istrien in Kroatien. Im Stadtgebiet und der Umgebung befinden sich zahlreiche Kulturdenkmale aus römischen und frühmittelalterlichen Zeitabschnitten.

## Geografische Lage
Die Stadt befindet sich auf einer Anhöhe, etwa 10 km nördlich von Pula. Zur Stadt gehören neben dem Hauptort Vodnjan/Dignano die Siedlungen Gajana/Gaiano, Galižana/Gallesano und Peroj/Peroi.
Der Ort ist offiziell zweisprachig, italienisch und kroatisch. Daneben wird die Istriotische Sprache gesprochen.

## Geschichte
Bereits in römischer Zeit gab es den Ort unter dem Namen Vicus Attinianum. Diese Siedlung lag an der Via Flavia.

## Verkehr
Vodnjan ist ein Ort, an dem sich alte Verkehrsstraßen des westlichen Istriens kreuzen. Über die Autobahn A9 besteht eine moderne überregionale Fernstraßenverbindung. Zuvor erfolgte der Nord-Süd-Autoverkehr von und nach Vodnjan ausschließlich auf der Staatsstraße D75. Die Stadt besitzt zwei Bahnhöfe an der Bahnstrecke Divača–Pula.

## Sehenswürdigkeiten
Im Stadtbild befinden sich mehrere Wohnhäuser und Paläste aus der Gotik, Renaissance und dem Barock. An der dreischiffigen Hauptkirche sind drei Reliefobjekte aus der Romanik zu sehen. Zum städtischen Denkmalensemble gehört auch ein Kastell aus dem Jahr 1300.
Das 2008 eröffnete Museum Palača Bettica (Bettica-Palast), in einem Gebäude aus dem 14. Jahrhundert untergebracht, beherbergt eine Sammlung zur Stadtgeschichten und den Bewohnern Vodnjan.
In der Kirche Sv. Blaž (Hl. Blasius) von Vodnjan befindet sich die zweitgrößte Reliquiensammlung Europas, zu der die Mumien von Vodnjan gehören. Zudem zeigt die Ausstellung sakrale Kunstgegenstände und wertvolle architektonische Fragmente aus der Stadt und ihrer Umgebung. Hier sind Objekte aus Silber, Glas und Textilien sowie Werke des Künstlers Gaetano Grezler (1765–1839) zu sehen.
Nahe der Straße nach Bale befindet sich der Park der Steinhütten (kroatisch Park kažuna). In dem kleinen Freilichtmuseum werden Kažuni in verschiedenen Bauphasen gezeigt.

## Söhne und Töchter der Stadt
- Bartolomeo Biasoletto (1793–1859), Botaniker und Naturwissenschaftler
- Fran Dominko (1903–1987), Astronom